# Gōkura Senjin
Gōkura Senjin (japanisch 郷倉 千靱; geboren 3. März 1892 in der Präfektur Toyama; gestorben 25. Oktober 1975) war ein japanischer Maler der Nihonga-Richtung.

## Leben und Werk
Gōkura Senjin studierte Malerei an der Abteilung für Japanische Malerei (Nihonga) an der „Tōkyō bijutsu gakkō“ (東京美術学校), einer der Vorläufereinrichtungen der heutigen Universität der Künste Tokio. 1918 reiste er in die Vereinigten Staaten und bildete sich in New York und Boston weiter.
1920 konnte Gōkura zum ersten Mal ein Bild auf der Ausstellungsreihe „Teiten“ zeigen. 1921 konnte er, ebenfalls zum ersten Mal, ein Bild auf der Ausstellungsreihe des Nihon Bijutsuin zeigen, es hieß „Chijō no Haru“ (地上の春) – „Frühling über dem Grund“.  1924 wurde er als Mitglied vom Bijutsuin aufgenommen. 1931 war er auf der Ausstellung japanische Malerei 1931 in Berlin zu sehen. Er lehrte ab 1935 an der „Kaiserlichen Kunsthochschule“ (帝国美術学校, Teikoku bijutsu gakkō), der späteren Kunsthochschule Musashino.
Ab 1953 unterrichtete Gōkura an der „Tama Kunsthochschule“ (多摩美術学校), der heutigen Tama-Universität, am Ende seiner Lehrtätigkeit als Meiyo Kyōju. 1960 wurde Gōkura für sein Bild „Yamagiri“ (山霧) – „Bergnebel“ mit dem Preis der Japanischen Akademie der Künste ausgezeichnet. 1966 wurde er gebeten, die Innenwände der wiedererrichteten Großen Lehrhalle (大講堂, Daikōdō) des Tempels Shitennō-ji in Osaka zu gestalten. Nach drei Jahren hatte er 18 Wandbilder erstellt.
1972 wurde Gōkura als Mitglied in die Akademie der Künste aufgenommen.

## Weblink (Bilder)
Das Nationalmuseum für moderne Kunst Tokio besitzt u. a.:
- Botan (牡丹) – „Pfingsrosen“ (1949)